# 巴克科斯號列車
巴克科斯号（拉丁語：Bacchus）是曾经运行于德国西部城市多特蒙德至该国南部城市慕尼黑间一班长途列车所使用的名称，由德国联邦铁路（1994年后为德国铁路）在1979年至1998年间开行。其命名源自罗马神话中的酒神巴克科斯，并藉此隐喻列车主要在以啤酒酿造而著称的两座城市多特蒙德及慕尼黑间运行。列车自开行以来曾先后被纳入全欧快车及城际列车等类别，直至1998年停运。

## 历史
自1971年起，德国联邦铁路开始仿造全欧快车（TEE）的标准，在德国本土的客运网络中开行全一等车厢等级的城际列车（IC）。但其服务班次比每日一班的全欧快车更为频密，达到每小时或每两小时开行一班。在整个1970年代，德国联邦铁路还构思在这些城际列车中加载二等车厢，并已在部分线路中进行测试，从而形成了“IC79项目”（IC79 Project）。
IC79项目自1979年9月28日起实施，共涉及7班在德国本土运营的列车服务，当中包括维持全一等车厢编组、在多特蒙德－慕尼黑间新开行的巴克科斯号。它被归类为全欧快车，以使其能从搭载两舱车厢等级的城际列车类别中区分开来。全欧快车巴克科斯号采用德国铁路103型电力机车担当牵引任务，客车车厢则使用自1964年起生产的莱茵之金型车厢（Rheingold-Wagen）的改良版本。
| 15次 | 15次 | 停靠站     | 14次 | 14次 |
| 里程 | 时刻 | 停靠站     | 时刻 | 里程 |
| ---- | ---- | ---------- | ---- | ---- |
| 0    |      | 多特蒙德   |      | 745  |
| 34   |      | 埃森       |      | 711  |
| 54   |      | 杜伊斯堡   |      | 691  |
| 77   |      | 杜塞尔多夫 |      | 668  |
| 117  |      | 科隆       |      | 628  |
| 151  |      | 波恩       |      | 594  |
| 210  |      | 科布伦茨   |      | 535  |
| 302  |      | 美因茨     |      | 443  |
| 335  |      | 达姆斯塔特 |      | 410  |
| 391  |      | 海德堡     |      | 354  |
| 503  |      | 斯图加特   |      | 242  |
| 597  |      | 乌尔姆     |      | 148  |
| 683  |      | 奥格斯堡   |      | 62   |
| 745  |      | 慕尼黑     |      | 0    |

全欧快车巴克科斯号在开行仅一年后便被撤销。由于它只在平日（周一至周五）运行，因此巴克科斯号也创造了全欧快车有史以来的最短寿命纪录，仅在线运营254天。
1985年6月2日，巴克科斯号又以城际列车类别在原有的线路中重开，并持续至1991年6月1日。第三代巴克科斯号则是自1994年9月25日起在斯图加特－明斯特间开行，并在1998年5月23日最终停运。

## 脚註
1. 1 2  Hajt 2001，第91頁.
2. ↑  Goette 2008，第130頁.
3. ↑  Mertens & Malaspina 2007，第380頁.
4. ↑  Mertens & Malaspina 2007，第381頁.